# Чендравасих (залив)

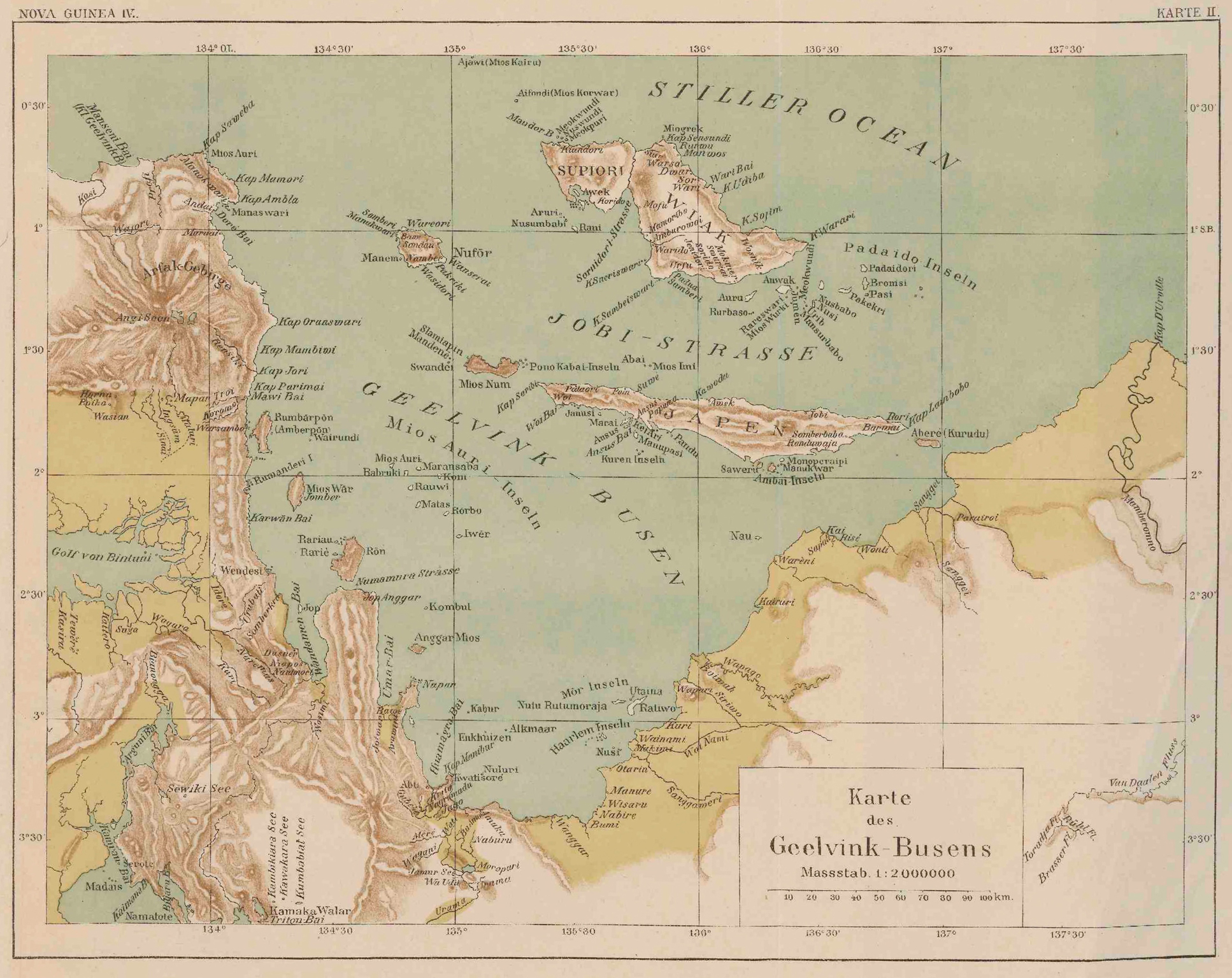
Карта залива Кендеравасих экспедиции Северной Новой Гвинеи экспедиция (1903)

Чендрава́сих (индон. Teluk Cenderawasih — Залив райской птицы), также Teluk Sarera (залив Сарера), ранее залив Гелвинк (нидерл. Geelvinkbaai) — крупный залив в Северной части провинций Папуа,  Центральное Папуа и Западное Папуа, Новая Гвинея, Индонезия. Голландское название происходит от названий голландского корабля и семьи Гелвинк. Западная часть залива была объявлен морским национальным парком в 2002 году.

## Острова

### Провинция Западное Папуа
- острова Аури
- Меос Ваар
- Румберпон
- Роон
- Меос Ангра

### Провинция Папуа
- острова Биак:
  - Биак
  - Падаидо
  - Нумфор
  - Супиори
- острова Япен
  - Япен
  - Миос Нум
  - Каипури
  - острова Амбаи
  - строва Куран
- острова Моор